# Arius gagorides
Arius gagorides és una espècie de peix de la família dels àrids i de l'ordre dels siluriformes.

## Distribució geogràfica
Es troba a Àsia: Bengala.